# ساعات عمل إضافية

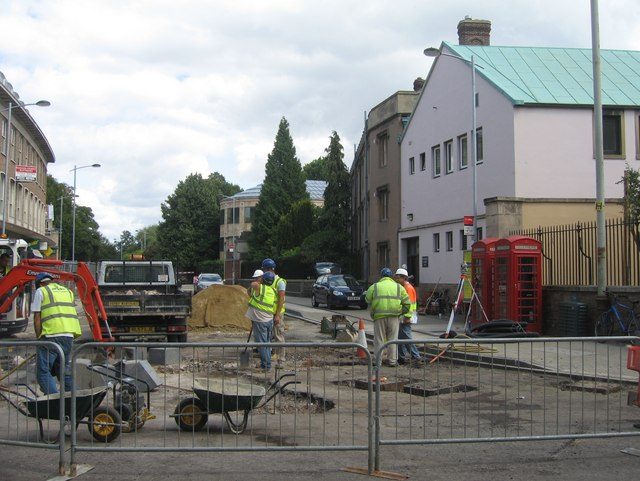
ساعات عمل اضافية يوم الأحد - شارع إيمانويل -إنجلترا

ساعات العمل الإضافية (بالإنجليزية: Overtime)‏ هي الساعات الزائدة على الساعات القانونية التي يحددها القانون عقد عمل، يطلبه رب العمل في أحوال محددة على سبيل الحصر، ويشترط في جميع الأحوال أن لا تزيد ساعات العمل الفعلية عن عشر ساعات في اليوم، معظم الدول لديها قوانين العمل تهدف إلى ثني أو منع أرباب العمل من إجبار موظفيها على العمل لساعات طويلة للغاية، قد تأخذ هذه القوانين في الحسبان اعتبارات أخرى مثل الإنسانية، والحفاظ على صحة العامل، بحيث يمكن أن يستمر في إنتاجة، أو زيادة المستوى العام للعمل في الاقتصاد. وأحد مناهج التنظيم العمل الإضافي هو إلزم أصحاب العمل بدفع أجور للعمال في معدل أعلى للساعة العمل الإضافي، يمكن للشركات أن تختار دفع رواتب الموظفين أعلى دفع العمل الإضافي حتى لو لم تكن مضطرة إلى القيام بذلك بموجب القانون، قوانين العمل الإضافي والمواقف تجاه ساعات العمل الإضافي تختلف اختلافا كبيرا من بلد إلى آخر، ومختلفة بين القطاعات الاقتصادية.

## المملكة العربية السعودية
معايير وضوابط ساعات العمل الإضافي  طبقا للائحة نظام العمل السعودي هو كل عمل يكلف به العامل بعد ساعات الدوام العادية أو في أيام الأعياد والعطلات المنصوص عليها في مادة (148) لا يجوز تشغيل العامل تشغيلاً فعلياً أكثر من ثماني ساعات في اليوم الواحد أو ثمان وأربعين ساعة في الأسبوع لسائر شهور السنة عدا شهر رمضان فيجب ألا تزيد ساعات العمل الفعلية فيه على ست ساعات في اليوم أو ست وثلاثين ساعة في الأسبوع لا تدخل فيها الفترات المخصصة للصلاة والراحة والطعام، ووفقا للمادة (149) يتم تكليف العامل بالعمل الإضافي بناء على أمر كتابي تصدره الجهة المسئولة في المنشأة يبين فيه عدد الساعات الإضافية التي يعملها العامل المكلف وعدد الأيام اللازمة لذلك وفق ما نصَّت عليه المادة (106) من نظام العمل وتسلم للعامل صورة خطية من التكليف الكتابي مصدقة بختم المنشأة. بموجب المادة (151) تدفع المنشأة للعامل عن ساعات العمل الإضافية أجراً أجراً إضافياً يوازي أجره العادي مضافاً إليه (50%) خمسين بالمائة فإذا وقع العمل في يوم الراحة الأسبوعية أو أيام الأعياد أو العطلات الرسمية كان على صاحب العمل أن يدفع للعامل أجراً إضافياً عن ساعات العمل العادية أو الإضافية.